# Gallipoli (película de 1981)
Gallipoli es una película australiana de 1981, dirigida por Peter Weir y protagonizada por Mel Gibson y Mark Lee. 
Algunos hombres jóvenes provenientes de las zonas rurales de Australia Occidental se enrolan en el Ejército Australiano durante la Primera Guerra Mundial. Son enviados a Turquía, donde participan en la campaña de Galípoli. En el transcurso de la película, los jóvenes pierden paulatinamente su inocencia en cuanto al propósito de la guerra. El clímax de la película tiene lugar en el campo de batalla de los Anzac en Galípoli, y describe el inútil ataque en la batalla de Nek, el 7 de agosto de 1915.
Cada uno de ellos deja atrás sus ilusiones y sus planes de futuro. Uno de ellos quería ser un atleta de élite, conoce a otro joven y terminan haciéndose muy amigos, tanto en las carreras como en el ejército. El destino es Galípoli, donde deberán enfrentarse al poderoso ejército otomano y donde saben que casi todos van a morir.

## Sinopsis
La historia comienza en Australia occidental en 1915, con Archie (Mark Lee), un joven corredor de 18 años que lo único que quiere es ir a la guerra a combatir contra Turquía. Sin embargo su tío Jack (Bill Kerr) solo quiere que sea corredor. Luego de una carrera, Archie se va a inscribir a la caballería, pero uno de los que estaban presentes le dice a los oficiales que Archie no tenía 21 años, por lo que no podía inscribirse, allí conoce a Frank (Mel Gibson) quien le dice que en Perth podía inscribirse. 
Así fue que se encaminaron a Perth, pero algo no salió muy bien y fueron a parar al desierto y en dos semanas más el tren partía rumbo a Perth, pero Archie no quiso esperar y se fue por el desierto junto a Frank, quien no tenía mucha fe en salir vivo del desierto, pero Archie sabía cómo encontrar el camino y fue así como llegaron a la hacienda del viejo Dan donde los atendieron muy bien. Frank y Archie llegaron finalmente a Perth, donde se inscribieron en la caballería, pero solo Archie ingresó, porque Frank no sabía montar a caballo. 
Frank se inscribió en la infantería y fue trasladado a los campos de entrenamiento en El Cairo, Egipto, donde muy pronto se reencontró con Archie y fue así como pidieron el cambio de Frank a la caballería, lo que fue aceptado ya que Frank era un corredor y serviría mucho en la caballería. 
Finalmente la caballería y la infantería se trasladan a Galípoli donde estaba el ejército turco. Se inicia un bombardeo, pero los soldados turcos vuelven a las trincheras y los australianos que eran de caballería e infantería reciben la orden de atacar con la bayoneta calada y no disparar. Los turcos tenían ametralladoras y fusiles y los australianos no podían avanzar ni cinco yardas y caían muertos, era una masacre. Frank es enviado al coronel para pedir instrucciones, y éste decide cambiar la orden, pero Frank llega tarde a las trincheras para avisar del cambio. Los soldados ya habían comenzado a salir para atacar. Minutos antes de salir él mismo, Archie repite las palabras que su tío Jack (Bill Kerr) le decía antes de salir a correr : ¿Qué son tus piernas? Muelles de acero, ¿Y qué van a hacer? Llevarme a toda velocidad, ¿A qué velocidad puedes correr? A la de un leopardo, ¿Y a qué velocidad vas a correr? A la de un leopardo. En ese momento Archie y los demás salen de las trincheras quedando al descubierto, poco a poco todos caen, pero Archie resiste un poco más, varios proyectiles impactan en su cuerpo, quedando congelada la imagen de Archie con los impactos de bala en el cuerpo.

## Reparto
- Mark Lee … Archy Hamilton
- Mel Gibson … Frank Dunne
- Bill Kerr … Tío Jack
- Harold Hopkins … Les McCann
- Charles Lathalu Yunipingli … Zac
- Heath Harris … Stockman
- Ron Graham … Wallace Hamilton
- Gerda Nicolson … Rose Hamilton
- Robert Grubb ... Billy
- John Morris ... Coronel Robinson
- Bill Hunter ... Mayor Barton
- Peter Ford … Teniente Gray
- Tim McKenzie … Barney
- David Argue … Snowy

## Comentarios
Gallipoli presenta de forma realista la vida en Australia hacia 1910 — con reminiscencias de la película de Weir Picnic at Hanging Rock, ambientada en 1900 — y describe los ideales y la personalidad de los australianos que se unen a la lucha y las condiciones que deben soportar en el campo de batalla. Sin embargo, modifica algunos eventos para apoyar el relato dramático y contiene algunas inexactitudes históricas. Tal vez la más importante es que los oficiales responsables del ataque en el comando Entente se muestran en la película como británicos, cuando la mayoría de los historiadores concuerdan en que la responsabilidad del fracaso recayó en dos oficiales del comando australiano.
La cinta continuó la llamada Australian New Wave de películas bélicas, como Breaker Morant (1980), y precedió a la serie de televisión en cinco capítulos ANZACs (1985), y The Lighthorsemen (1987). Temas recurrentes de estas películas son la identidad australiana, tales como el mateship y el larrikinismo, la pérdida de la inocencia en la guerra y la llegada a la edad adulta de la nación australiana y de sus soldados (posteriormente denominado el espíritu ANZAC).
El actor Mel Gibson manifestó: Galípoli fue el nacimiento de una nación. Fue hacer añicos un sueño en Australia. Se habían juntado como compañeros para pelear a los hunos y terminaron muriendo a miles en una sucia guerra de trincheras.

## Producción
La película australiana fue una de las mayores ambiciones de producción de ese país. Su desarrollo fue extenuante y prolongado, en la que se desarrolló la historia desde un punto de vista histórico.  En ella la veracidad fue la máxima perseguida por el director en todo momento.  Su banda sonora instrumental fue compuesta por Brian May. También contiene fragmentos del disco Oxygène del músico y compositor francés Jean-Michel Jarre.

## Acogida
La producción cinematográfica fue muy bien recibida en los Festivales de Cine de Sídney y Los Ángeles, donde generó un intenso coloquio posterior a la proyección. También fue un punto de inflexión de dos profesionales del cine. Tanto el director Peter Weir, como el actor Mel Gibson pudieron introducirse, gracias a esta cinta, en el mercado estadounidense y trabajar en Hollywood.

## Premios
El filme fue galardonado con el Premio AFI 1981: a la mejor fotografía, al mejor montaje, al mejor sonido, al mejor actor principal (Mel Gibson), al mejor actor secundario (Bill Hunter), al mejor director, a la mejor producción y al mejor guion adaptado; y con el Premio Australian Cinematographers Society 1982 : A la mejor fotografía (Russell Boyd).